# 特魯多維克 (科留科夫卡區)
51°45′29″N 32°18′15″E / 51.75806°N 32.30417°E
特魯多維克（烏克蘭語：Трудовик），是烏克蘭北部的村莊，隸屬切爾尼希夫州的科留基夫卡區。該村始建於1850年，面積0.25平方公里，海拔高度139米，2001年人口85，人口密度每平方公里340人。